# Campus 5 de Caen
Le Campus 5 de Caen est une appellation discutable dans le sens où il ne s'agit pas d'un vrai campus mais d'un ensemble de lieux d'établissements, axés sur la santé, regroupés dans un même quartier autour du CHU Côte de Nacre. On y trouve 4 830 étudiants en 2018–2019, soit environ 19 % de l'effectif des campus caennais.
Il est desservi par trois stations de la ligne T2 du tramway de Caen (CHU, Campus 4 et Citis), ainsi que par les lignes de bus 6 et 8 du réseau de bus de Caen.

## Établissements
Il regroupe les établissements suivants
- l'Université de Caen Basse-Normandie
  - UFR de Médecine
  - UFR de Sciences pharmaceutiques
  - Centre de formation paramédicale

## Histoire
Construit par Henry Bernard, l’hôpital universitaire est mis en service en 1975.
En 1993, l'UFR de pharmacie, installé rue Vaubenard près de l’hôpital Clemenceau, est installé près de l’hôpital de la Côte de Nacre, boulevard Becquerel.
En 2012, les travaux de construction d'un nouveau bâtiment, le PFRS (Pôle de Formation et de Recherche en Santé) ont commencé à proximité de l'UFR de pharmacie. À la rentrée universitaire 2014, ces nouveaux locaux accueillent l'UFR de médecine, la bibliothèque de médecine et de pharmacie, l'école de sage-femme et le laboratoire d'anatomie.  Ce bâtiment de 16 000 m2 répartis sur cinq niveaux comprend cinq amphithéâtres, (un de 1000 places nommé Marie Curie, un autre de 500 places (Hippocrate), et trois de 200 places). Ainsi qu'une cafétéria, une salle de conférence et de nombreuses salles de classe. 
Malgré l'ouverture à la rentrée 2014, le bâtiment était toujours en travaux de « finition » (sic). 
Une deuxième phase de travaux, prévue dans le cadre d'un futur contrat de projet État-Région, s'est achevé en 2015. Il aboutit à l’implantation des écoles paramédicales au sein du PFRS. Ainsi, l’Institut de formation en soins infirmiers (IFSI), l’Institut de formation d’aides-soignants (IFAS), l’École de puériculture, l’Institut de formation d’ambulanciers et l’Institut de formation de manipulateurs d’électroradiologie médicale (IFMEM) y ont déménagé  pour la rentrée 2015.